# Tshering Dendup
Tshering Dendup (4 de abril de 1994) é um futebolista butanês que atua como goleiro. Atualmente defende o Yeedzin.

## Carreira internacional
Tshering fez sua estreia pela equipe nacional em 8 de dezembro de 2009, contra o Paquistão, pela Copa da SAFF de 2009, que terminou em derrota por 7 a 0. Entrou como substituto de Tenzin no segundo tempo da partida.